# 아버지의 초상
《아버지의 초상》(프랑스어: La loi du marché)는 2015년 공개한 프랑스의 영화이다.

## 등장인물

### 주연
- 뱅상 랭동 : 티에리 역

### 조연
- 사비에르 마티유 : 노동 조합 동료 역
- 크리스토프 로씨뇽 : 스카이프의 고용주 역 (목소리)
- 카린 드 미르벡 : 티에리의 아내 역
- 마티유 샬러 : 티에리의 아들 역
- 이브 오리 : 고용 센터 상담원 역

## 수상
- 2015년 제20회 부산국제영화제 월드 시네마
- 2015년 제68회 칸영화제 수상 남우주연상 (뱅상 랭동)
- 2015년 제53회 뉴욕영화제 장편 상영작
- 2015년 제34회 벤쿠버국제영화제 그레이트 디바이드, 주목!프랑스
- 2015년 제52회 금마장 비바 오뙤르
- 2015년 제50회 카를로비바리 국제 영화제 수평선부문
- 2015년 제28회 유럽영화상 EFA 장편영화 셀렉션, 유러피안 남우주연상
- 2015년 제46회 인도국제영화제 수상 남우주연상 (뱅상 랭동)
- 2015년 제59회 런던 국제 영화제 디베이트
- 2015년 제26회 스톡홀름영화제 오픈 존
- 2015년 제30회 마르델플라타 국제영화제 파노라마
- 2016년 제41회 세자르영화제 수상 남우주연상 (뱅상 랭동)
- 2016년 제27회 팜스프링스 국제영화제 월드 시네마 나우
- 2016년 제6회 북경국제영화제 글로벌 비전

## 제작진
- 총괄프로듀서: 이브 마쉬엘
- 프로듀서: 크리스토프 로씨뇽
- 공동제작: 레미 부라
- 공동제작: 올리비에 페레
- 협력프로듀서: 스테판 브리제
- 협력프로듀서: 뱅상 랭동
- 음향: 브루노 세즈넥
- 의상: 앤 던스포드
- 섭외: 꼬랄리 아메데오